# Comté de Buren
994–1795
Entités précédentes :
- Teisterbant

Entités suivantes :
- République batave

La seigneurie de Buren, plus tard élevée au rang de comté de Buren, est un ancien territoire dans la province actuelle de Gueldre, centré sur la ville de Buren. Il était indépendant, en principe, des territoires environnants et en particulier des Provinces-Unies, jusqu'en 1714, mais en pratique, il en dépendait largement.

## La seigneurie libre de Buren
La seigneurie libre de Buren a vu le jour en 994 lorsque le comté de Teisterbant a été divisé. La seigneurie était contrôlée par la famille van Buren. Leurs armoiries sont également devenues les armes de la seigneurie et aussi de la ville principale de Buren.
La seigneurie se composait à l'origine de la ville fortifiée de Buren (ayant acquis ses droits de cité en 1395 du chevalier Allard van Buren), Asch et Erichem, mais grâce à l'acquisition, à la guerre et aux mariages, un certain nombre de villages ont été ajoutés, ce qui a accru le territoire et l'importance de la seigneurie. En résumé, la seigneurie était composée des endroits susmentionnés et de Beusichem, Zoelmond, Buurmalsen et Tricht.
Au XVe siècle, la succession est passée deux fois par la ligne héréditaire féminine. Elizabeth van Buren a épousé Gérard II de Culemborg, et leur fille Aleida van Culemborg a épousé Frédéric d'Egmont. Depuis lors, la Maison d'Egmont est la famille dirigeante de Buren.

## Le comté
En 1498, Buren a été élevé au rang de comté par l'empereur Maximilien Ier. Plus tard, l'empereur Charles V a voulu élever Buren au rang de duché, mais Maximilian van Egmond a répondu: "Liever een rijke graaf, dan een arme hertog" ("Mieux vaut un comte riche qu'un pauvre duc") et ainsi Buren est resté un comté.
Guillaume d'Orange s'est marié en 1551 avec l'héritière Anne d'Egmont, la comtesse de Buren. Cela a amené le comté de Buren à la maison d'Orange-Nassau. Depuis lors, les membres de cette maison portent également le titre de Comte de Buren.
Maria, le troisième enfant de Guillaume d'Orange et Anne d'Egmont, a fondé l'orphelinat de Buren en 1612, qui a servi comme tel pendant 350 ans.
La ville, qui est encore en partie entourée d'une enceinte et de murs, a été déclarée paysage urbain protégé.

## Seigneurs et comtes de Buren et Leerdam
| Période   | Nom                                  | Nom en néerl.                       | Naissance | Décès      | Lien familial                                               |
| --------- | ------------------------------------ | ----------------------------------- | --------- | ---------- | ----------------------------------------------------------- |
|           | Otto Ier de Buren                    | Otto I van Buren                    |           |            |                                                             |
|           | Allard Ier de Buren                  | Allard I van Buren                  |           |            | fils du précédent                                           |
|           | Allard II de Buren                   | Allard II van Buren                 |           |            | fils du précédent                                           |
|           | Otto II de Buren                     | Otto II van Buren                   |           |            | fils du précédent                                           |
|           | Allard III de Buren                  | Allard III van Buren                |           |            | fils du précédent                                           |
|           | Otto III de Buren                    | Otto III van Buren                  |           |            | fils du précédent                                           |
|           | Lambrecht de Buren                   | Lambrecht van Buren                 |           |            | frère du précédent                                          |
|           | Allard IV de Buren                   | Allard IV van Buren                 |           |            | fils du précédent                                           |
|           | Allard V de Buren                    | Allard V van Buren                  |           |            | fils du précédent                                           |
|           | Allard VI de Buren                   | Allard VI van Buren                 |           |            | fils du précédent                                           |
|           | Elisabeth de Buren                   | Elisabeth van Buren                 |           |            | cousine                                                     |
| -1471     | Aleida van Culemborg                 | Aleida van Culemborg                |           |            | fille héréditaire du précédent                              |
| 1473-1521 | Frédéric d'Egmont                    | Frederik van Egmont                 |           |            | venant de la Maison d'Egmont, époux de Aleida van Culemborg |
| 1521-1539 | Floris d'Egmont                      | Floris van Egmont                   |           |            | fils du précédent                                           |
| 1539-1548 | Maximilien d'Egmont                  | Maximiliaan van Egmont              |           |            | fils du précédent                                           |
| 1548-1558 | Anne d'Egmont de Buren               | Anna van Egmond van Buren           |           |            | fille héréditaire du précédent                              |
| 1551-1584 | Guillaume Ier d'Orange-Nassau        | Willem van Oranje                   |           |            | venant de la maison d'Oranje-Nassau, époux d'Anne d'Egmont  |
| 1584-1618 | Philippe Guillaume d'Orange          | Filips Willem van Oranje            |           |            | fils du précédent                                           |
| 1618-1625 | Maurice de Nassau                    | Maurits van Oranje                  |           |            | demi-frère du précédent                                     |
| 1625-1647 | Frédéric Henri d'Orange-Nassau       | Frederik Hendrik van Oranje         |           |            | demi-frère du précédent                                     |
| 1647-1650 | Guillaume II d'Oranje-Nassau         | Willem II van Oranje-Nassau         |           |            | fils du précédent                                           |
| 1650-1702 | Guillaume III d'Oranje-Nassau        | Willem III van Oranje-Nassau        |           |            | fils du précédent                                           |
| 1702-1711 | Jean Guillaume Friso de Nassau-Dietz | Johan Willem Friso van Nassau-Dietz |           |            | cousin                                                      |
| 1711-1751 | Guillaume IV d'Oranje-Nassau         | Willem IV van Oranje-Nassau         | 1-9-1711  | 22-10-1751 | donation                                                    |
| 1751-1795 | Guillaume V d'Orange-Nassau          | Willem V van Oranje-Nassau          | 8-3-1748  | 9-4-1806   | fils du précédent                                           |

Avec l'arrivée de la République batave, les comtés ont disparu. Le chef de la maison d'Orange-Nassau (le chef de l'État néerlandais), cependant, détient toujours le titre de comte / comtesse de Buren et Leerdam à ce jour.